# Aleksandar Kozlina

Aleksandar Kozlina (20. prosince 1938 – 10. dubna 2013) byl jugoslávský fotbalista.

## Klubová kariéra
Kozlina začal svou profesionální kariéru v roce 1958 v jugoslávském týmu Hajduk Split. Poté, co v klubu strávil čtyři sezóny, byl zapůjčen do RFK Novi Sad na dvě sezóny od roku 1962 do roku 1964. Po návratu strávil další dvě sezóny v Hajduku, než se přesunul do zahraničí a v roce 1967 přestoupil do belgického týmu RFC Liégeois. Po odchodu z Liégeois působil v menších německých klubech Viktoria Köln a Fortuna Köln a belgickém Tilleur FC, než v roce 1974 ukončil kariéru.

## Reprezentační kariéra
Kozlina debutoval za Jugoslávii v lednu 1960 v přátelském utkání proti Maroku a celkem si připsal 9 zápasů, ve kterých nevstřelil žádný gól. Jeho posledním reprezentačním utkáním bylo přátelské utkání v prosinci 1961 proti Indonésii. Byl členem týmu, který vyhrál zlatou medaili na Letních olympijských hrách 1960 v Římě.